# 이리모현초등학교
이리모현초등학교는 대한민국 전북특별자치도 익산시에 있는 공립 초등학교이다.

## 학교 연혁
- 1995년 11월 25일 이리모현초등학교 준공
- 1996년 3월 1일 이리모현초등학교 개교(24학급 편성)
- 1997년 11월 17일 전라북도교육청지정 열린교육시범학교운영보고(1차)
- 1999년 11월 8일 전라북도교육청지정 열린교육시범학교운영보고(2차)
- 2005년 11월 23일 중화민국 조선족 소학교자매결연
- 2005년 12월 3일 도교육청 지정 흡연예방 중심학교 운영실적 전시회
- 2007년 10월 5일 '행복한 책나루' 도서관 개관식
- 2012년 2월 14일 제15회 졸업(211명, 총 3,884명)
- 2012년 3월 1일 37학급 편성
- 2013년 2월 8일 제16회 졸업(203명, 총 4,087명)
- 2013년 3월 1일 43학급 편성
- 2013년 9월 1일 심정주 교장선생님 부임
- 2014년 2월 12일 제17회 졸업(235명, 총4322명)
- 2014년 3월 1일 43학급 편성
- 2015년 2월 12일 제18회 졸업(졸업생 213명, 총 4,535명)
- 2015년 3월 1일 41학급 편성

## 참고 자료
- 이리모현초등학교 - 한국교육학술정보원 학교알리미